# Leopoldpark (München)

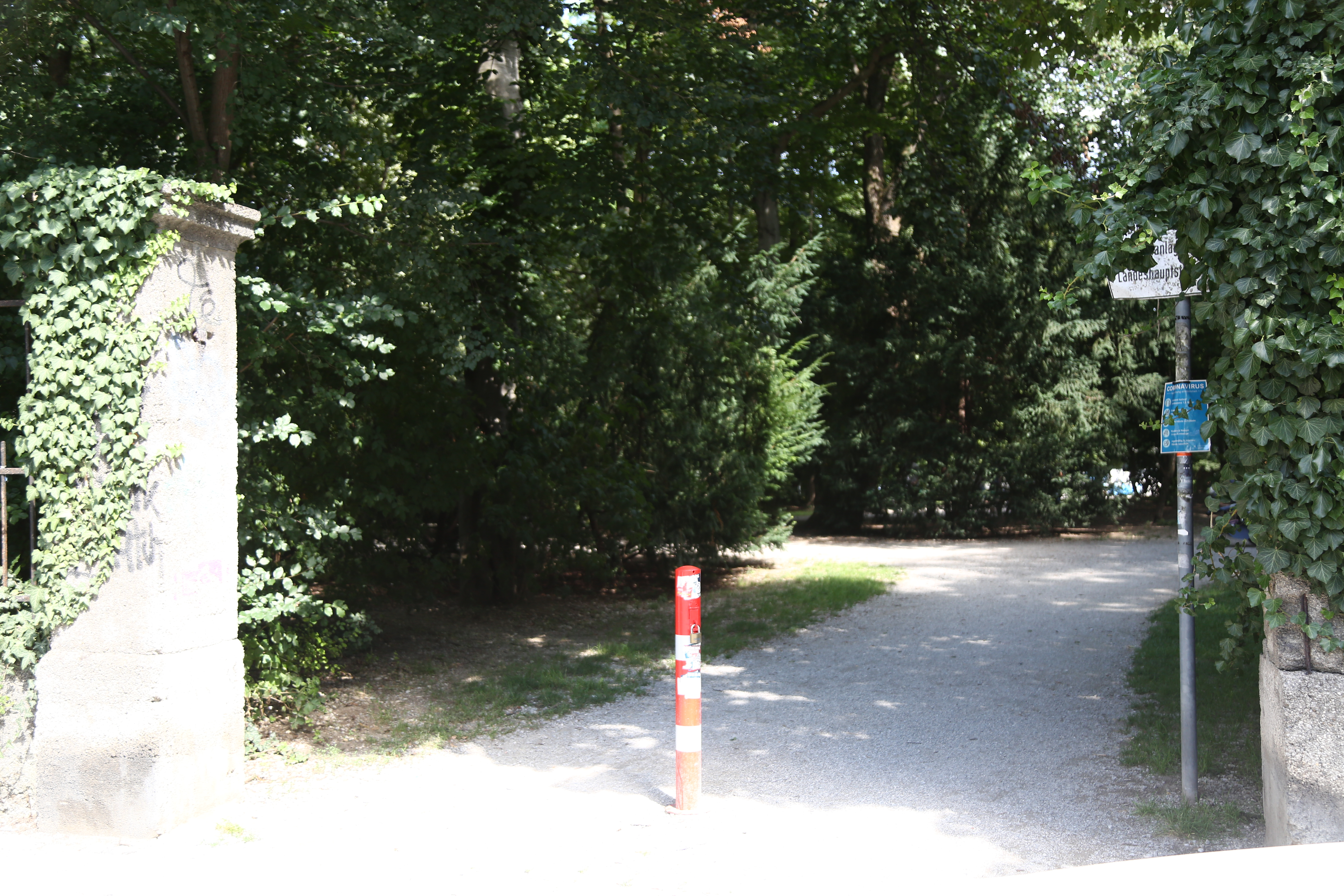
Eingang von der Friedrichstraße

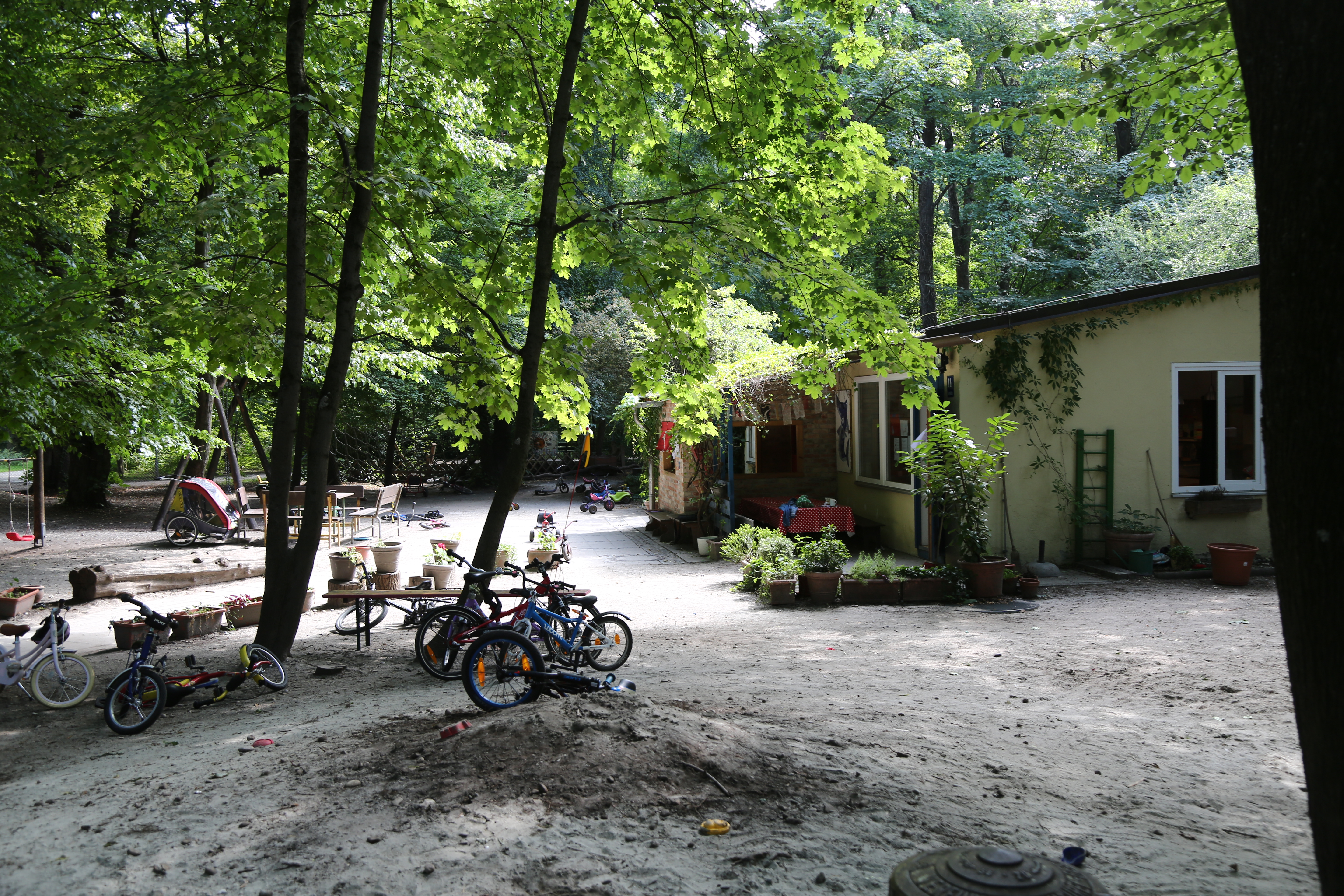
Kindergarten der LMU im Leopoldpark

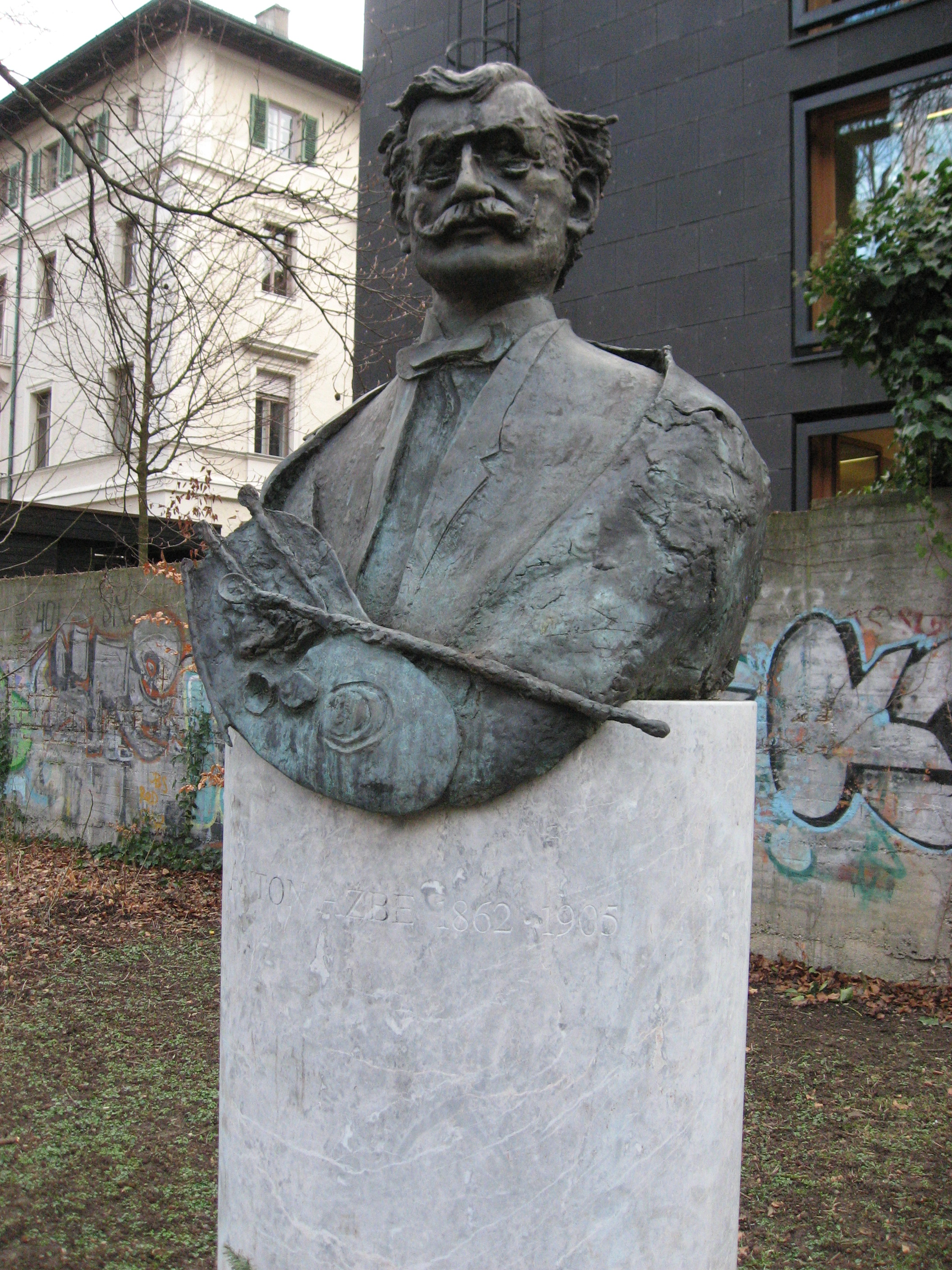
Büste des Malers Anton Ažbe im Leopoldpark

Der Leopoldpark ist ein denkmalgeschützter 3,2 Hektar großer Park im Münchner Stadtteil Schwabing.
Er befindet sich zwischen der Friedrichstraße und westlich der Leopoldstraße auf Höhe des U-Bahnhofs Giselastraße.

## Geschichte

### 19. Jahrhundert
Der sogenannte Leopoldpark ist Teil eines ehemaligen Gartenareals des von Prinz Leopold und seiner Gemahlin Gisela bewohnten Palais. Ursprünglich 1845 von Friedrich von Gärtner für Königin Therese als elegante Villa errichtet, ließ es Leopold von Bayern 1873 aufgrund seiner Eheschließung mit der Kaisertochter Gisela zu einem repräsentativen Wohnsitz erweitern.
Mit dem Bau des Palais erfolgte die Anlage des Parks. Er erstreckte sich ursprünglich von der heutigen Leopoldstraße im Osten bis westlich zur Höhe der Kurfürstenstraße. Prinz Leopold, der Namensgeber des Parks, trug der Stadterweiterung Rechnung und verkaufte 1897 den Westteil seines Parks; seitdem ist der Park durch die damals neu gebaute Friedrichstraße begrenzt. Dies bedeutete eine Verkleinerung um die Hälfte.
Die Einfriedung an der Friedrichstraße stammt noch aus der Zeit vom Ende des 19. Jahrhunderts und ist wie der Park denkmalgeschützt.

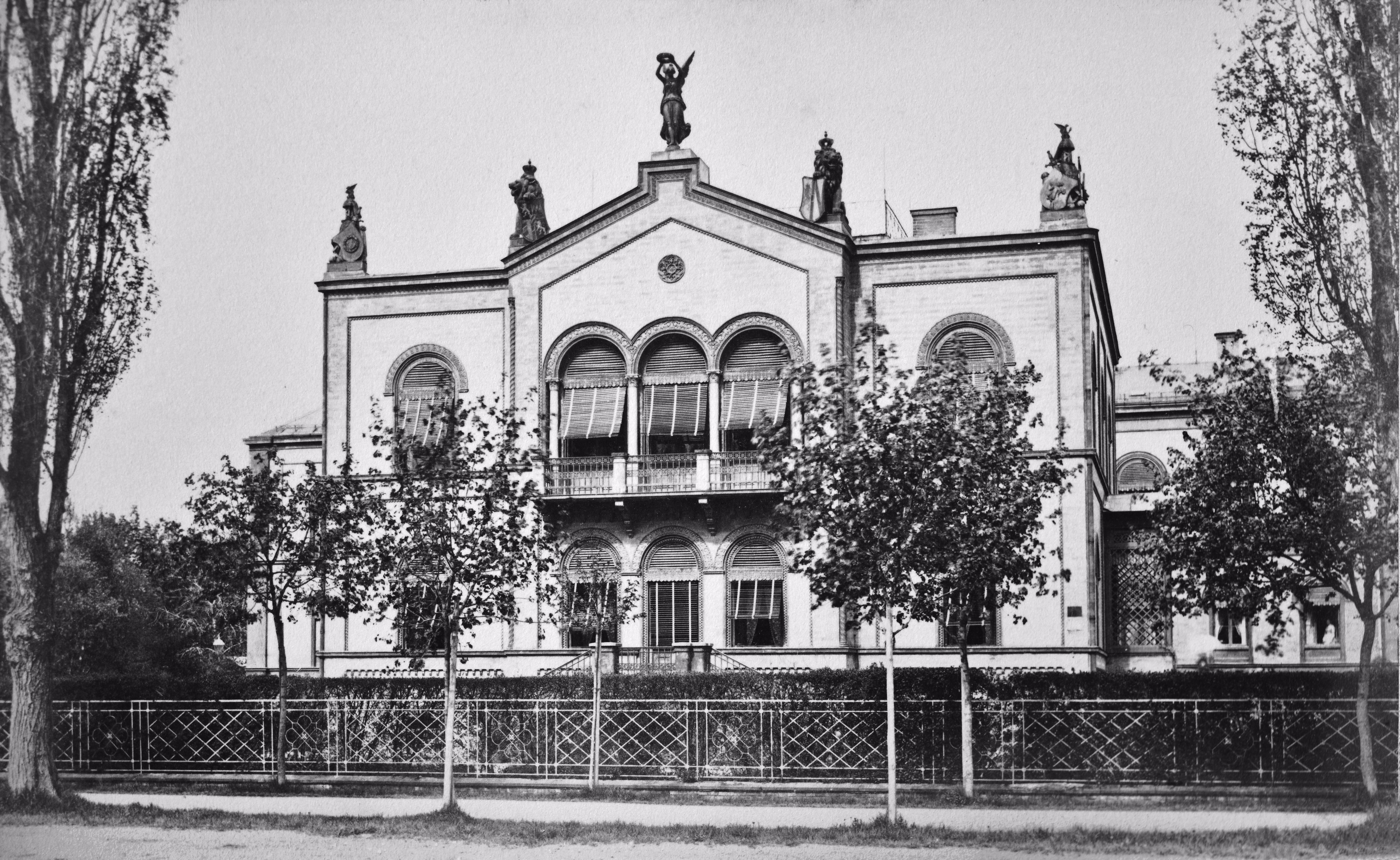
Das von Gärtner entworfene ehemalige Palais Leopold, von der Leopoldstraße aus gesehen, Foto um 1881

### 20. Jahrhundert
Die Stadt München erwarb das Areal 1934 auf Betreiben von Christian Weber, um dort das Deutschen Jagdmuseum zu errichten. „Hitler hatte jedoch eigene Pläne und legte sein Veto zum Neubauvorhaben im Leopoldpark ein. Weber empfand diese Entscheidung nicht besonders tragisch, da ihn die Stadt München für das Grundstück, das sie ihm kostenlos überlassen hatte, mit 500 000 Reichsmark entschädigte.“  Der Abriss des Palais war 1935 erfolgt. Hitler verwarf sein kurzzeitiges Vorhaben, für sich ein Wohnhaus im Leopoldpark nach Plänen des Münchner Generalbaurats Hermann Giesler errichten zu lassen. Auch die Errichtung eines Konzertsaals war 1936/37 auf diesem Gelände erwogen worden. Aus dem Jahr 1938 gibt es eine Planung von Hermann Alker, im Leopoldpark einen Neubau für ein Gästehaus der Stadt München zu erbauen.
Nach dem Zweiten Weltkrieg wurde der Leopoldpark als Erweiterungsfläche für die Ludwig-Maximilians-Universität als Sonderfläche Hochschule im Stadtentwicklungsplan ausgewiesen. In der Mitte der Anlage wurde unter dem alten Baumbestand der 1969 von einer Studenten-Initiative gegründete Uni-Kindergarten errichtet.
Nach Bürgerprotesten zum Erhalt des Parks bebaute die Ludwig-Maximilians-Universität nur den Ostteil mit Studentenwerk, Mensa und dem Gebäude für die pädagogische und psychologische Fakultät („Schweinchenbau“).
Zu weiteren Protesten kam es, als das Erzbischöfliche Ordinariat den Südteil des Parks mit einem Erweiterungsbau für das Priesterseminar der Erzdiözese bebauen wollte, obwohl die bestehenden Räume bei weitem nicht ausgelastet waren. Zunächst waren im Bauantrag fünf Baukörper vorgesehen, die den südlichen Park vollständig überbaut hätten. Nach weiteren Protesten, Demonstrationen und einer Pressekampagne der Aktion Maxvorstadt unter Beteiligung von Künstlern wie Ali Mitgutsch und dem Architekten Karl Klühspies reduzierte die Kirche ihren Anspruch auf ein Bürogebäude direkt an der Leopoldstraße und ließ den Baumbestand im Hintergrund bestehen. Dieser Teil wurde im Mai 1979 für die Öffentlichkeit zugänglich gemacht, aus Spenden von Bürgern konnten Bänke beschafft werden.
Der fehlende Bedarf für die Räume zeigte sich jedoch darin, dass das Bürogebäude nie von der Kirche als solches genutzt, sondern sofort nach Fertigstellung kommerziell vermietet und nach einigen Jahren verkauft wurde. Die Räumlichkeiten der Katholischen Hochschulgemeinde an der LMU befinden sich in dem Gebäude.
„Nichts erinnert die heutigen Besucher an das großartige bürgerschaftliche Engagement Mitte der 1970er-Jahre, durch das die komplette Überbauung dieser grünen Oase verhindert wurde.“

### 21. Jahrhundert
Im Leopoldpark entwickelte sich aus dem Broken Windows Syndrom latent eine Vermüllung. Das betrifft nicht nur den Bereich am Müllplatz außerhalb der Wertstoffinseln mit ihren Müllcontainern, sondern den gesamten Park sowie Ruhestörungen.
2017 schilderte der Münchner Fotograf Wolfgang Strassl mit einer Ausstellung und einem Bildband unter dem Titel „Traum und Tristesse. Ein Münchner Stadtpark im Wandel der Zeit“ die Diskrepanz zwischen Bewahren und Benutzen.

## Der Park
Die verbleibende Fläche beträgt 3,2 ha, sie wird im Norden und Osten von den Bauten der Universität und dem Bürogebäude begrenzt, die den Park vom Verkehr der Leopoldstraße abschirmen. Zur Friedrichstraße öffnen sich mehrere Tore im historischen Zaun. Der Park ist durch Laubbäume geprägt, an der Mensa befindet sich auch eine größere Rasenfläche. Unter den Bäumen liegt neben dem Uni-Kindergarten ein Spielplatz. Die Wege sind schmal und geschwungen.
Im Park befindet sich ein Denkmal für den Maler Anton Ažbe in Form einer Büste.
Das Münchner Baureferat arbeitet seit einem Bürgerantrag erfolgreich an einer Kehrtwende. Sanierungsmaßnahmen sind für 2025 geplant. Die jahrelang im Park stehenden und liegenden durchgerosteten Parklaternen wurden etwa zwischenzeitlich beseitigt. Eine Ersatzbeleuchtung ist bisher nicht installiert.
Vor die denkmalgeschützte Einfriedung soll zur Friedrichstraße hin eine öffentliche Toilettenanlage aufgestellt werden.

## Aktuelle Besitzverhältnisse
Der Leopoldpark wird seit 1979 als städtische Grünanlage mit einer Fläche von 27.000 m² von den Münchner Stadtgärtnern betreut, obwohl der Freistaat Bayern Eigentümer des Grundstücks ist. Durch einen mit der Stadt München 1961 abgeschlossenen Tauschvertrag hatte der Freistaat Bayern das Areal des Leopoldparks zur Erweiterung der Ludwig-Maximilians-Universität erworben. Die Stadt München erhielt im Gegenzug vom Freistaat Bayern zur Errichtung eines Musik- und Kulturzentrums das Areal des Wittelsbacher Palais, der ehemaligen Gestapozentrale am Oskar-von-Miller-Ring.